# Théziers
Théziers is een gemeente in het Franse departement Gard (regio Occitanie). De plaats maakt deel uit van het arrondissement Nîmes. Théziers telde op 1 januari 2022 1.070 inwoners.

## Geografie
De oppervlakte van Théziers bedroeg op 1 januari 2022 11,34 vierkante kilometer; de bevolkingsdichtheid was toen 94,4 inwoners per km².

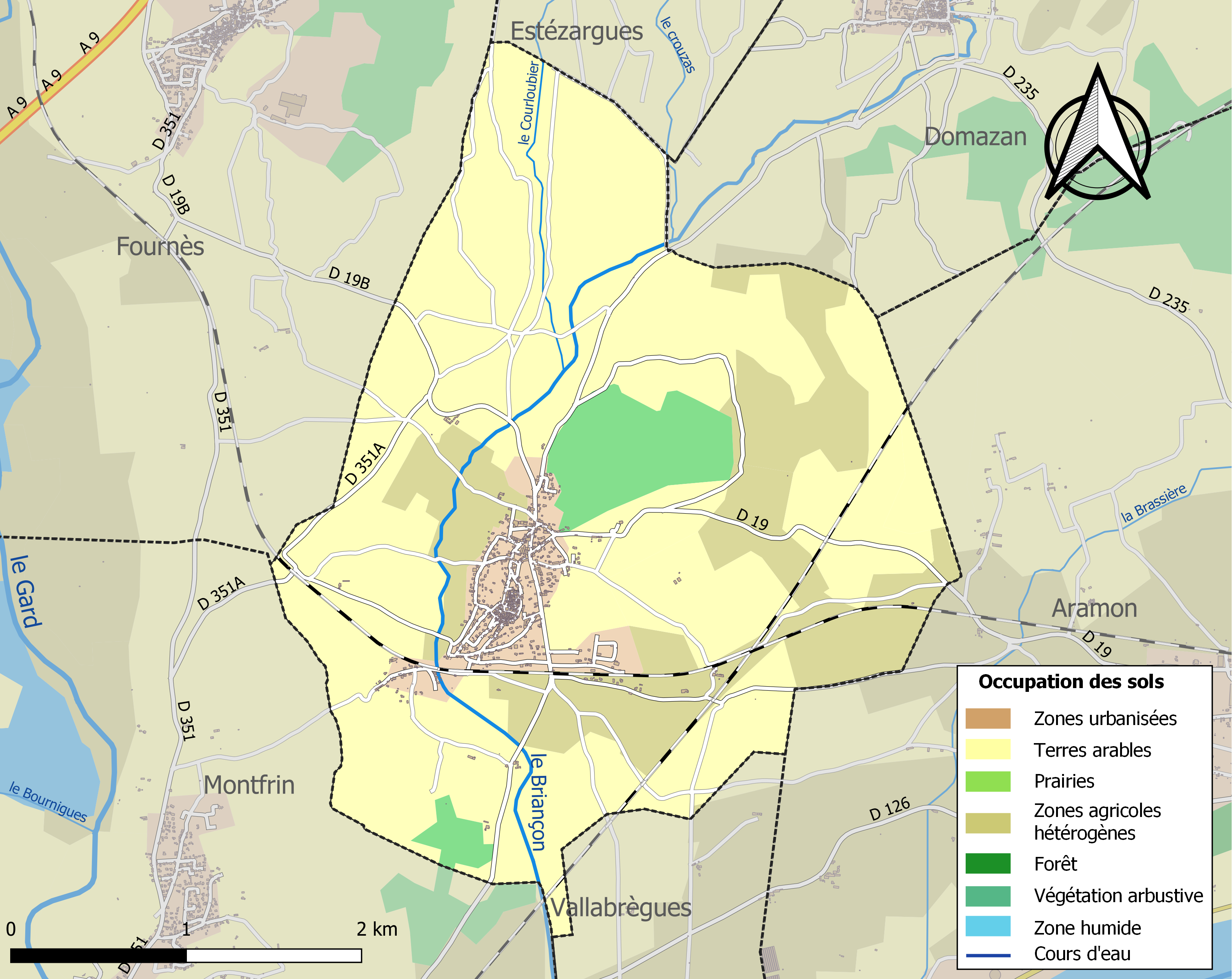
Kaart van de gemeente met belangrijkste infrastructuur, bodemgebruik en omliggende gemeenten

## Demografie
Onderstaande figuur toont het verloop van het inwonertal (bron: INSEE-tellingen).